# 소방장

소방장의 계급장

소방장(消防長, Fire Lieutenant)은 소방관 계급 중 소방교의 위, 소방위의 아래로, 비간부(소방 실무자)에 속한다.
공무원의 7급 주사보,, 경찰의 경사, 국군의 상사(부사관), 중위(소대장.대대급참모)에 해당한다. 소방장

## 국가직 소방장(2020년 4월 1일부터 국가직 일원화)
- 현장대응단, 외곽 119 안전센터 업무 담당자
- 시도본부 및 소방서 업무 담당자

## 같이 보기
- 소방관 계급 목록